# Битва у Зеницы-Великой
«Би́тва у Зени́цы-Вели́кой» («Радивой поднял жёлтое знамя…») — стихотворение А. С. Пушкина из цикла «Песни западных славян», перевод песни «Le combat de Zenitza-Velika» из «Гузлы» Мериме. Впервые опубликовано в журнале «Библиотека для чтения», 1835, т. IX, март, отд. I, с. 10—11. Песня посвящена национальному сопротивлению сербов и черногорцев.
Принято считать, что описанные в песне события, якобы имевшие место в середине XV столетия, целиком и полностью вымышлены.
Однако в Югославии известен древний город Зеница (сербохорв. Zenica), расположенный в центральной части республики Босния и Герцеговина, на реке Босна. В античные времена на месте него располагалась римская колония Бистуа Нова (лат. Bistua Nova), под современным названием город впервые упоминается в летописи в 1436 году. Описание битвы совпадает с описанием битвы в повести «Кирджали», что даёт основание считать, что текст произведения отражает реалии битвы под Скулянами (1821).